# Tranums socken
Tranums socken i Västergötland ingick i Kållands härad, uppgick 1969 i Lidköpings stad och området ingår sedan 1971 i Lidköpings kommun och motsvarar från 2016 Tranums distrikt.
Socknens areal var 13,70 kvadratkilometer varav 13,62 land. År 2000 fanns här 144 invånare. Kyrkbyn Tranum med sockenkyrkan Tranums kyrka ligger i socknen.

## Administrativ historik
Socknen har medeltida ursprung. 
Vid kommunreformen 1862 övergick socknens ansvar för de kyrkliga frågorna till Tranums församling och för de borgerliga frågorna bildades Tranums landskommun. Landskommunen uppgick 1952 i Örslösa landskommun som 1969 uppgick i Lidköpings stad som 1971 ombildades till Lidköpings kommun. Församlingen uppgick 2006 i Örslösa församling.
1 januari 2016 inrättades distriktet Tranum, med samma omfattning som församlingen hade 1999/2000.  
Socknen har tillhört län, fögderier, tingslag och domsagor enligt vad som beskrivs i artikeln Kållands härad. De indelta soldaterna tillhörde Västgöta-Dals regemente, Kållands kompani och Livkompaniet.

## Geografi
Tranums socken ligger väster om Lidköping kring Storebergsån. Socknen är en odlad slättbygd med inslag av skog.

## Fornlämningar
Skålgropsförekomster är funna. Från järnåldern finns gravar, stensättningar och domarringar.

## Namnet
Namnet skrevs 1385 Traneem och kommer från kyrkbyn. Efterleden är hem, 'boplats, gård'. Förleden innehåller trana.